# مرصد روكي دي لوس موتاتوس
مرصد روكي دي لوس موتاتوس (بالإسبانية: Observatorio del Roque de los Muchachos, ORM) هو مرصد فلكي يقع في بلدية غارافيا التابعة لجزيرة لا بالما في جزر الكناري. يقوم بتشغيله والإشراف عليه معهد جزر الكناري للفيزياء الفلكية، الموجود بالقرب من جزيرة تنريفي، كبرى جزر الكناري. يعتبر روكي دي لوس موتاتوس جزءا من المرصد الأوروبي الشمالي.
واقع أرقام وإحصائيات الرؤية الفلكية في هذا المرصد، تجعل منه ثاني أفضل موقع لعلم الفلك البصري وعلم الفلك المتلعق بالأشعة تحت الحمراء في النصف الشمالي للكرة الأرضية، بعد مرصد ماونا كيا بهاواي. كما يوجد في الموقع بعض من أكبر المرافق الفلكية في نصف الكرة الشمالي. يحتوي أسطوله على عدد هام من التلسكوبات لعل أبرزها، تلسكوب غرين، الذي يبلغ طوله 10,4 متر، وهو أكبر تلسكوب بصري أحادي الفتحة في العالم إعتبارا من يوليو 2009، ومقراب ويليام هيرشيل (ثاني أكبر تلسكوب في أوروبا)، كما يحتوي على تقنية البصريات المتكيفة (التلسكوب الشمسي السويدي الذي يبلغ طوله 1 متر).
تم إنشاء المرصد في عام 1985، بعد 15 عاما من العمل الدولي وتعاون عدة بلدان مع الجزيرة الإسبانية التي تستضيف العديد من التلسكوبات من بريطانيا وهولندا وإسبانيا وبلدان أخرى. وفرت الجزيرة ظروف رؤية فلكية أفضل للتلسكوبات التي تم نقلها إلى هيرستمونكوكس في إنجلترا من قبل المرصد الملكي (غرينتش)، بما في ذلك تلسكوب إسحاق نيوتن ذو فتحة 98 بوصة (أكبر جهاز عاكس في أوروبا في ذلك الوقت). وعندما تم نقلها إلى الجزيرة تم تطويرها إلى 100 بوصة (2.54 متر)، وسوف يتم استضافة العديد من التلسكوبات الأكبر حجماً من مختلف الدول هناك.

## نبذة تاريخية
يعود تاريخ بناء المرصد إلى عام 1969، مع بدء مشروع مرصد نصف الكرة الشمالي. وبعد عشر سنوات من البحث في الموقع، وقع إتفاق دولي كبير مع العديد من الدول لإنشاء مرصد دولي في لا بالما.

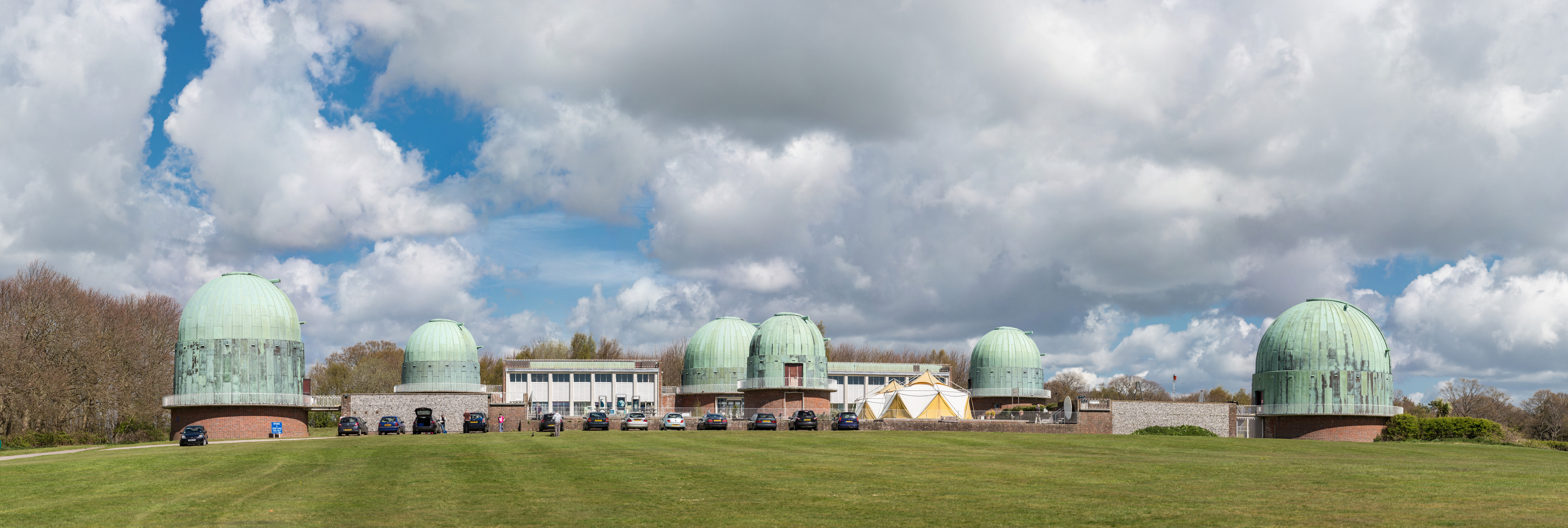
المرصد الملكي (غرينتش)، السابق في هيرستمونكوكس، والذي أدى إلى البحث عن موقع أفضل للتلسكوبات الكبيرة.

بدأ المرصد العمل حوالي عام 1984 مع مقراب إسحاق نيوتن، الذي نقل إلى لا بالما من موقع المرصد الملكي (غرينتش) في قلعة هيرستمونكوكس في مقاطعة ساسكس، إنجلترا. عملية النقل هذه لم تكن سليمة أصلا ولا معقولة، فمن المعلوم أنه كان من الأجدر بناء تلسكوب جديد في الموقع بدلا من نقل تلسكوب قائم، لأنه أرخص بكثير.
كان هذا المرصد يضم في البداية ممثلين عن السويد وإسبانيا والمملكة المتحدة والدنمارك. ومن الدول الأخرى التي إنضمت فيما بعد نجد: ألمانيا وإيطاليا والنرويج وهولندا وفنلندا وأيسلندا والولايات المتحدة الأمريكية.
تم افتتاح المرصد رسميا في 29 يونيو 1985 من قبل العائلة الملكية الإسبانية وستة رؤساء دول أوروبية. وتم بناء أربع منصات للمروحيات لتمكين كبار الشخصيات من الوصول في كنف الراحة ولإعطائهم بعض الخصوصية أيضا. توسع المرصد إلى حد كبير بمرور الوقت، مع افتتاح مرصد وليام هرشل ذو (2.4) متر في عام 1987، والتلسكوب البصري الاسكندنافي في عام 1988، وعدة تلسكوبات شمسية أو متخصصة أصغر حجما، وأفتتح تلسكوب غاليليو الوطني في عام 1998، وتلسكوب غرين في عام 2006، مع فتحته الكاملة في عام 2009.
عام 1997، إندلع حريق على سفح الجبل وأدى إلى إتلاف أحد تلسكوبات أشعة غاما، ولكن الحرائق اللاحقة التي وقعت في سبتمبر 2005 وأغسطس 2009، لم تسبب أضرارًا جسيمة للمباني أو للتلسكوبات.
في عام 2016، وقع معهد جزر الكناري للفيزياء الفلكية و«مصفوفة تلسكوب تشيرينكوف» إتفاقية لإستضافة «مصفوفة تشيرينكوف لنصف الكرة الشمالي» في مرصد روكي دي لوس موتاتوس.
وفي 2016، تم الإعلان على أن هذا المرصد هو المكان الثاني الذي أختير لإقامة تلسكوب الثلاثين مترا، في حالة عدم جدوى مرصد مونا كيا.

## التلسكوبات والمراصد
تستضيف الجزيرة الإسبانية المجموعة الأولى من المقاريب والمراصد من جميع أنحاء العالم، لنصف الكرة الشمالي باستثناء جزر هاواي التي لديها مزيج مختلف من المقاريب. يعتبر التلسكوب الكبير «كانارياس» (10.4 متر) ذو أكبر فتحة مفردة بالنسبة للمراصد الفلكية في العالم.

## روابط خارجية
- موقع المرصد (بالانكليزية)
- الطقس الحالي والظروف الفلكية
- مرصد بانوراميك 360
- معلومات السفر